# Toledo (Argentinien)
Toledo ist ein Ort in der argentinischen Provinz Córdoba. Er liegt sechs Kilometer südöstlich der Stadtgrenze zur Provinzhauptstadt Córdoba an der Ruta Nacional 9, der Verbindungsstraße nach Rosario und Buenos Aires, im Norden des Departamentos Santa María.
Toledo hat zwar nur 3.046 Einwohner, zählt jedoch zu den am schnellsten wachsenden Vororten von Córdoba (76 % Wachstum zwischen 1991 und 2001, laut INDEC 2001). Damit verbunden ist vor allem die äußerst günstige Verkehrslage an der Ruta 9, noch vor der Mautstation, die einen Kilometer weiter südöstlich liegt, sowie die günstigeren Grundstückspreise als in Córdoba selbst. Besonders die Nähe zu dem großen Industriegebiet Ferreyra im Südosten der Stadt Córdoba, in der sich unter anderem eine Automobilfabrik von Fiat befindet, macht den Ort bei Familien der Arbeiterklasse beliebt.